# جون بيتجيمان
كان السير جون بيتجيمان (28 أغسطس 1906 – 19 مايو 1984) مذيعًا وشاعرًا وكاتبًا إنجليزيًا. وكان شاعر بلاط المملكة المتحدة منذ عام 1972 حتى وفاته. وكان عضوًا مؤسسًا للمجتمع الفيكتوري ومدافعًا متحمسًا عن العمارة الفيكتورية وساهم في حفظ محطة قطار سانت بانكراس من الدمار. بدأ بيتجيمان مسيرته المهنية كصحفي وأنهاها كواحد من أكثر شعراء بلاط المملكة المتحدة شعبية وشخصية محبوبة بشدة على التلفزيون البريطاني.

## حياته

### نشأته وتعليمه
ولد بيتجيمان باسم جون بيتجيمان. وكان ابن صانع فضيات مزدهر من أصل هولندي. كان والداه، مابيل (الاسم عند الولادة داوسون) وإرنست بيتجيمان، يمتلكان شركة عائلية على طريق بينتونفيل 34-42 كانت تصنع أثاثًا منزليًا للزينة وأدوات مميزة للعصر الفيكتوري. 
غير اسم العائلة خلال الحرب العالمية الأولى إلى بيتجيمان الذي كان يبدو أقل ألمانية. كان أسلاف والده ينحدرون في الواقع من البلد التي تعرف اليوم باسم هولندا قبل أكثر من قرن، وأسسوا منزلهم وأعمالهم في إسلينغتون، لندن، وأضافوا، بشكل ساخر، خلال الحرب الإنجليزية الهولندية الرابعة حرف ال «ن» الإضافي لتفادي المشاعر المعادية للهولنديين التي كانت سائدة في تلك الآونة.
عُمد بيتجيمان في كنيسة سانت آن، هايغيت رايز، التي كانت كنيسة تعود للقرن التاسع عشر عند سفح تلة هايغيت الغربية. عاشت العائلة في قصور بارليمينت هيل في ملكية ليسيندن الخاصة في غوسبيل أوك في شمالي لندن.
في عام 190، انتقلت أسرة بيتجيمان نصف ميل نحو الشمال إلى منطقة هايغيت الأكثر ترفًا ورفاهية. ومن التلة الغربية عاشوا في المجد المنعكس لملكية بورديت كوتس:
هنا من وكري، مع غروب الشمس
سمعت تحرك القطار ونفثه للدخان في شمالي لندن القديمة
سعيد بأني لم أعش في غوسبيل أوك
درس بيتجيمان في مدرستي بايرون هاوس وهايغيت، حيث درسه الشاعر تي إس إليوت. بعد ذلك، التحق بمدرسة دراغون التحضيرية في شمال أوكسفورد وكلية مارلبورو التي كانت مدرسة عامة في ويلتشير. في سنته قبل الأخيرة، انضم بيتجيمان إلى مجتمع أميكي السري الذي عاصر فيه كلًا من لويس ماكنيس وغراهام شيبارد. وأنشأ مجلة ذي هيريتيك الساخرة التي عادةً ما كانت تنشر محتوىً يسخر من هوس مارلبورو بالرياضة. حين كان في المدرسة، استماله تعرفه على أعمال آرثر ماتشن إلى الكنيسة الإنجليكية العليا، وقد كان لتحوله هذا أهمية على كتاباته اللاحقة وتصوره للفنون. ترك بيتجيمان مارلبورو في شهر يوليو من عام 1925.

### كلية المجدلية، أوكسفورد
دخل بيتجيمان جامعة أوكسفورد بصعوبة بعد أن رسب في قسم الرياضيات في امتحان القبول في الجامعة، امتحان ريسبونسيونز. إلا أنه حصل على القبول كطالب نظامي (دون منحة) في كلية المجدلية ودخل كلية اللغة والأدب الإنجليزي التي كانت قد أنشئت حديثًا. في أوكسفورد، لم يحسن بيتجيمان استغلال فرصه الأكاديمية سوى قليلًا. واعتبره أستاذه الخصوصي، سي إس لويس الشاب، طالبًا «خاملًا ومتزمتًا» وبدوره اعتبر بيتجيمان لويس أستاذًا غير ودود ومتطلب وغير ملهم. كان بيتجيمان يكره على وجه الخصوص تشديد المقرر على اللغويات وكرس معظم وقته على تطوير حياته الاجتماعية واهتمامه بالعمارة الكنسية الإنجليزية وهواياته الأدبية الخاصة.
في أوكسفورد، كان بيتجيمان صديقًا لموريس بورا، الذي شغل لاحقًا منصب عميد كلية وادهام (منذ عام 1938 حتى عام 1970). نشرت قصيدة لبيتجيمان في إسيس، مجلة الجامعة، وشغل دور محرر لجريدة الطلاب تشيرويل خلال العام 1927. طبع كتاب القصائد الأول الذي ألفه سرًا بمساعدة زميله الطالب إدوارد جيمس. وأحضر دبدوبه، الذي أطلق عليه اسم أرتشيبالد أورمسبي غور، إلى كلية المجدلية معه، وهو ما ألهم زميلته في أوكسفورد إيفلين ووه لإدراج دبدوب سيباستيان فليت ألويسيوس في روايتها زيارة ثانية لبرايدسهيد. دُونت معظم هذه الفترة من حياته في سيرته الذاتية استدعى بواسطة الأجراس التي كتبت كشعر مسترسل ونشرت في عام 1960 وأنتجت كفيلم تلفزيوني في عام 1976.
من سوء الفهم الشائع، والذي عززه بيتجيمان بنفسه، أن بيتجيمان لم ينل درجة البكالوريوس لأنه فشل في اجتياز اختبار الكتاب المقدس الإلزامي، الذي يعرف باللغة العامية باسم «ديفرز»، اختصار لكلمة «اللاهوت». في الفصل الأكاديمي الثاني في جامعة أوكسفورد من عام 1928، فشل بيتجيمان في امتحان اختبار الكتاب المقدس الإلزامي للمرة الثانية. وتوجب عليه أن يترك الجامعة في الفصل الثالث للتحضير لإعادة الامتحان، وعندها سمح له بأن يعود في شهر أكتوبر. من ثم كتب بيتجيمان إلى أمين المجلس التدريسي في كلية المجدلية، جي سي لي، يطلب منه أن يجري مجموعة امتحانات نادرًا ما يجريها الطلاب الجامعيون الذين يُرى أنه من المستبعد أن ينالوا درجة فخرية. في رواية استدعى بواسطة الأجراس يزعم بيتجيمان أنه أستاذه الخصوصي، سي إس ليويس، قال له «لم تكن لتنال سوى درجة ثالثة»، إلا أنه أعلم المجلس التدريسي أنه كان يعتقد أن بيتجيمان لن ينال درجة شرف في أي صف. 
منح بيتجيمان إذن إجراء الامتحانات. وقرر أن يقدم ورقته باللغة الويلزية. يروي أوسبيرت لانكاستر قصة أن أستاذًا خصوصيًا كان يأتي متخذًا القطار مرتين في الأسبوع (الصف الأول) من آبريستويث لتعليم بيتجيمان. غير أن الجامعة اليسوعية كانت تضم عددًا من الأساتذة الخصوصيين الويلزيين الذي من المحتمل بصورة أكبر أنهم درسوا بيتجيمان. في النهاية تعين على بيتجيمان أن يترك الجامعة مع نهاية الفصل الأول من عام 1928.
تمكن بيتجيمان من اجتياز امتحان جامعة اللاهوت في محاولته الثالثة إلا أنه طرد لرسوبه في مجموعة الامتحانات. وكان قد نال نتيجة مرضية في ورقة واحدة فقط من الأوراق الثلاث المطلوبة (عن شكسبير وكتاب إنجليز آخرين). ترك الفشل الأكاديمي لبيتجيمان في أوكسفورد شعورًا لديه بالمرارة لبقية حياته ولم يتصالح قط مع سي إس ليويس، والذي كان يكن ضده كراهية مرة. ومن المحتمل أن الوضع هذا بات أكثر تعقيدًا بسبب حبه المستمر لأوكسفورد التي قبل منها دكتوراه فخرية في الآداب في عام 1974.

### بعد الجامعة
ترك بيتجيمان أوكسفورد دون أن يحصل على شهادة. إلا أنه تعرف، خلال الوقت الذي أمضاه هناك، على أشخاص أثروا لاحقًا في عمله، من بينهم لويس ماكنيس ودبليو إتش أودين. عمل بيتجيمان لفترة قصيرة كسكرتير خاص ومدرس في إحدى المدارس وعمل ناقدًا سينمائيًا لصحيفة إيفنينغ ستاندارد، حيث كتب أيضًا لمجتمعهم الراقي في عمود الشائعات، «يوميات لندني». ووظف من قبل مجلة أركيتكتشرال ريفيو المعمارية بين عامي 1930 و1935، كمحرر مساعد بدوام كامل، في أعقاب نشرهم لبعض أعماله المستقلة. يقول تيموثي مول (2000) أن «سنواته في أركيتكتشرال ريفيو كانت سنواته الجامعية الحقيقية». في تلك الفترة، حين نضج أسلوبه النثري، انضم إلى مجموعة مارس، التي كانت منظمة مهندسي عمارة حداثيين شبان ونقادًا معماريين في برلين.
يمكن وصف التوجه الجنسي لدى بيتجيمان بأفضل شكل بأنه ازدواجي، وأفضل علاقاته الموثقة وأطولها كانت مع نساء، وقد يكون التحليل الأكثر إنصافًا لتوجهه الجنسي أنه كان «حاضنًا لاستلطاف التلاميذ، مثليين وغيريين»، وهو استلطاف لم يذهب أبعد من ذلك. على الرغم من ذلك، اعتبر بيتجيمان «مثليًا بشكل مزاجي»، حتى أنه أصبح صديقًا بالمراسلة للورد ألفرد بوسي دوغلاس، صديق أوسكار وايلد.